# Temple d'Hercule (Montorio al Vomano)
Pour les articles homonymes, voir Temple d'Hercule (homonymie).
Le Temple d'Hercule est un site archéologique protégeant les vestiges d'un temple romain dédié à Hercule sur le territoire communal de Montorio al Vomano, dans la province de Teramo, dans les Abruzzes,.

## Historique

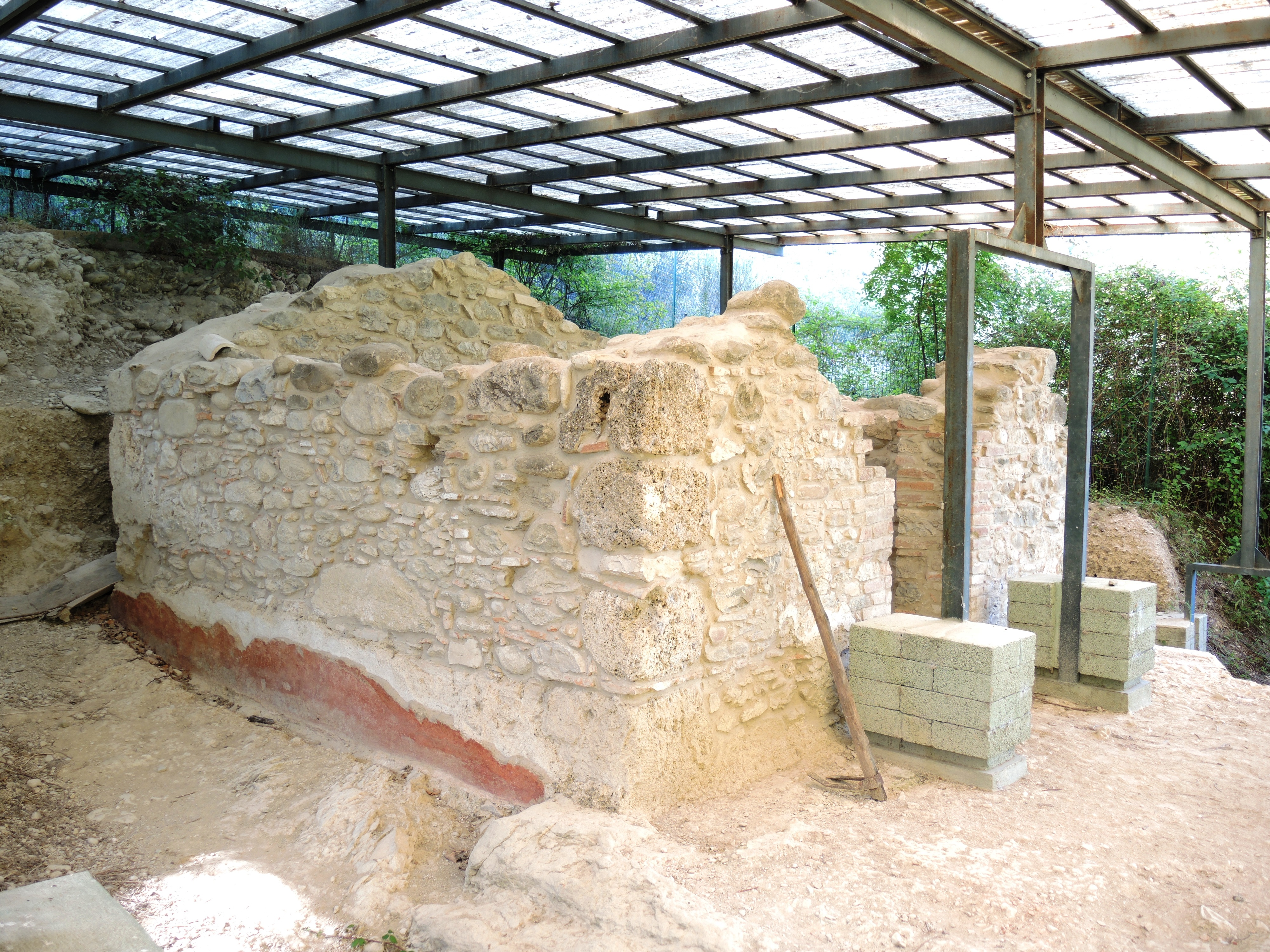

Les vestiges du temple ont été découverts en 1865 par l'archéologue Felice Barnabei (it). Ils sont situés juste à l'extérieur de la ville, en suivant la route nationale 80 du Gran Sasso d'Italia en direction du col de Capannelle.
Une épigraphe a été trouvée dans les restes de la mosaïque au sol de la structure qui, en plus de rapporter le nom d'Hercule comme divinité à laquelle le temple était dédié, permet de dater le temple à 55 av. J.-C. grâce à la mention du couple consulaire.
Le temple, avec le temple de Jupiter à Pagliaroli, un hameau de Cortino, et le sanctuaire de Colle del Vento, une localité du hameau Piano Vomano de Crognaleto, fait partie de l'infrastructure construite par les Romains le long de la Via Caecilia.

## Vestiges archéologiques

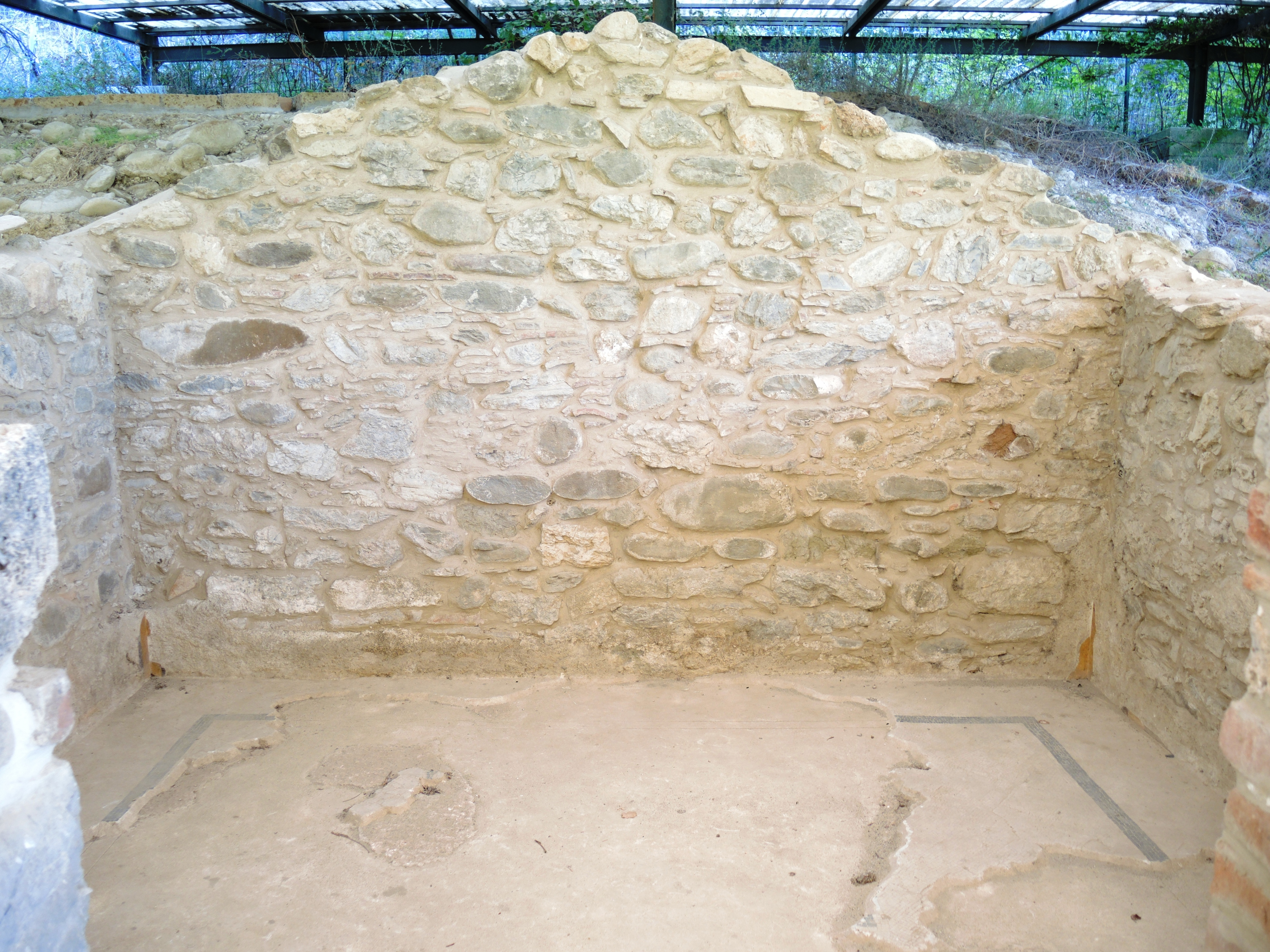
Les restes d'un sol en mosaïque.

Le temple fut abandonné à l’époque impériale en raison d’un glissement de terrain qui protégea en partie ses ruines. La structure la plus évidente est celle des restes des murs de la cellule du temple, qui conserve à l'intérieur les restes d'un sol en mosaïque en opus tessellatum avec des carreaux blancs et des carreaux noirs. Parmi les vestiges, il a des morceaux d'amphores, des têtes zoomorphes, une statue féminine, peut-être de Vénus. 
Des traces de plâtre ont été retrouvées exclusivement dans la partie basse de la maçonnerie. L'ensemble de la structure a été recouvert d'une toiture pour protéger le site des agents atmosphériques.